# Kocia ferajna
Kocia ferajna, dawniej Kot Tip-Top (ang. Top Cat) – amerykański serial animowany wyprodukowany przez wytwórnię Hanna-Barbera. Opowiada o przygodach 6 kotów z zaułka, które za wszelką cenę starają się zarobić pieniądze. Brakuje im jednak szczęścia, bo na ich drodze stoi Posterunkowy Dybek (dawniej posterunkowy Slut przezywany przez koty Glut). Powstało 30 odcinków tego serialu oraz pełnometrażowy film Kocia ferajna w Beverly Hills.
Serial był emitowany na kanale Boomerang. Wcześniej można było go oglądać na kasetach VHS z polskim dubbingiem i z innymi imionami postaci, w których głosu Kotu Tip-Top użyczył Emilian Kamiński a Beny’emu Kuleczce – Mieczysław Gajda. Później w Cartoon Network oraz TVP2, najpierw w bloku dla dzieci w wieku przedszkolnym i wczesnoszkolnym Spotkanie z Hanna-Barbera w wersji lektorskiej pod tytułem Kot Tip-Top, a później w bloku dla widzów w wieku szkolnym i gimnazjalnym Hanna-Barbera w Dwójce z całkowicie nowym dubbingiem jako Kocia ferajna.
Powstały również filmy pełnometrażowe:
- Kocia ferajna w Beverly Hills (ang. Top Cat And The Beverly Hills Cats, 1987); ; który jest emitowany w Kinie CN oraz w Kinie Boomerang;
- Kocia ferajna (org. Don Gato y su Pandilla, 2011); będący meksykańsko-argentyńską koprodukcją. Polska premiera filmu odbyła się 6 grudnia 2013 roku na antenie teleTOON+[2].
- Don Gato: El Inicio de la Pandilla, 2015); będący indyjsko-meksykańską koprodukcją.

## Bohaterowie

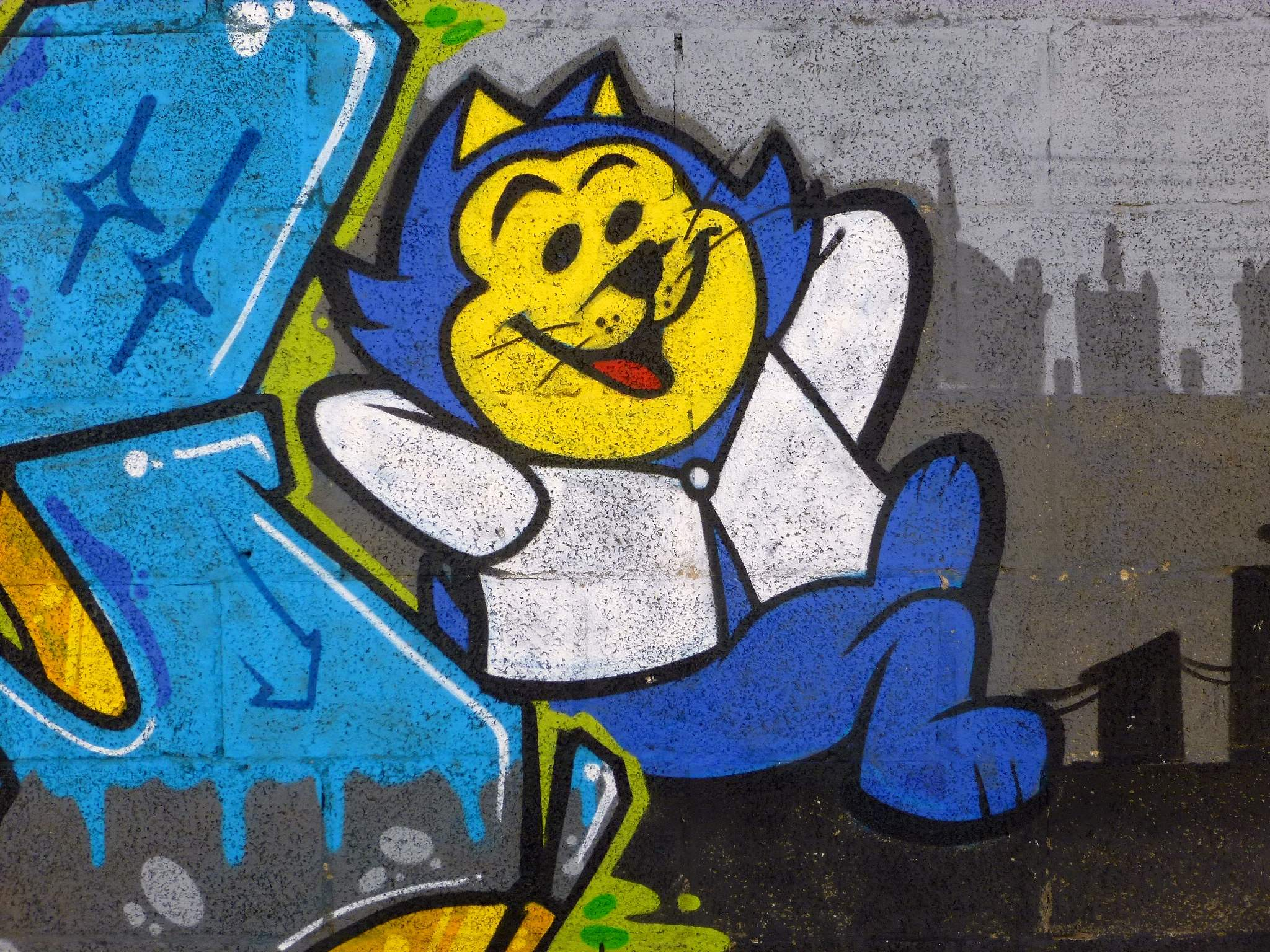
Benek. Graffiti. Ponferrada. Hiszpania.

- Tolek Cacek (dawniej Kot Tip-Top) – przywódca kociej grupy, zawsze ma pomysł jak zdobyć pieniądze. Ma wielu przyjaciół, którzy zawsze służą mu pomocą. Jest elokwentny i sprytny w obecności Posterunkowego Dybka. Tolek ubrany jest w fioletowy kapelusz z czarnym paskiem na środku oraz fioletową kamizelkę. Jest żółty.
- Choo Choo – jest pierwszym kotem na posyłki w ferajnie. Często stara się być duszą kociego towarzystwa. Ubiera się w biały golf. Jest różowy.
- Benek (dawniej Beny Kuleczka) – mały kot o wielkim sercu. Pierwszy, któremu wszystkie koty się zwierzają, mówi cienkim głosem, zawsze wesoły. Uwielbia kanapki z wołowiną i jajka na twardo. Ładnie gra na harmonijce ustnej. Ubiera się w białą kamizelkę. Jest niebieski.
- Picuś (dawniej Puk) – najbardziej wyluzowany członek ferajny. Uwielbia grać na perkusji i włóczyć się po zaułku. Ubiera się w czarny krawat. Jest zielonobrązowy.
- Lalek (dawniej Model) – najchętniej ugania się za ładnymi kotkami, lecz gdy Tolek potrzebuje pomocy, Lalek zostawia wszystkie swoje zajęcia i „leci” pomóc Tolkowi. Lalek chodzi w białej apaszce. Jest jasnobrązowy.
- Hyś (dawniej Munio) – jest najbardziej leniwym, a zarazem nietypowym kotem z całej kociej ferajny. Najbardziej pasywny „typ” w rabunkach całej grupy. Ubrany jest we fioletową koszulkę z czarnym paskiem na dole. Jest pomarańczowy.
- Posterunkowy Dybek (dawniej Posterunkowy Slut) – to typ, który ceni sobie prawo, a zarazem nie przepada za Tolkiem. Patroluje koci zaułek. Ubrany jest w przepisowy strój policjanta.

## Wersja polska

### Polskie Nagrania
Wersja polska: Zespół Promocji Filmowej „Unifilm” Sp z.o.o., CWPiFT „Poltel” oraz Studio Opracowań Filmów w Warszawie

Reżyseria: Henryka Biedrzycka

Dialogi:
- Elżbieta Kowalska
- Joanna Klimkiewicz
- Elżbieta Łopatniukowa
- Krystyna Skibińska-Subocz

Dźwięk: Krystyna Zając

Montaż: Irena Roweyko

Montaż elektroniczny: Ewa Borek

Kierownictwo produkcji: Marek Składanowski

Inżynier studia: Andrzej Dzikowski

Dystrybucja: Hanna-Barbera

Produkcja i rozpowszechnianie: Polskie Nagrania
- Emilian Kamiński – Tip Top
- Mieczysław Gajda – Beny Kuleczka
- Aleksander Gawroński – Choo Choo
- Andrzej Bogusz – Puk
- Wojciech Machnicki – Model
- Danuta Przesmycka – Munio
- Henryk Łapiński – policjant Slut[3]
- Ryszard Olesiński – właściciel hotelu, w którym zatrzymał się maharadża Puka Dżi
- Leopold Matuszczak – kapitan, przełożony posterunkowego Sluta
- Włodzimierz Bednarski – kamerdyner Chatney

### Nowy dubbing
Opracowanie wersji polskiej: Start International Polska

Reżyseria: Dobrosława Bałazy

Dialogi polskie:
- Magdalena Dwojak (odc. 1-2, 9-10, 18-19, 21-22, 27-28),
- Ewa Ziemska (odc. 3, 5, 7, 11-14, 16-17, 25-26),
- Anna Celińska (odc. 4, 6, 29),
- Joanna Serafińska (odc. 8, 15, 20),
- Witold Surowiak (odc. 23-24),
- Barbara Robaczewska (odc. 30)

Dźwięk i montaż: Janusz Tokarzewski

Kierownik produkcji: Alicja Jaśkiewicz

Udział wzięli:
- Adam Bauman – Tolek Cacek
- Jarosław Boberek – Choo Choo
- Jerzy Molga – Posterunkowy Dybek
- Artur Kaczmarski – Hyś
- Jan Kulczycki – Lalek
- Marek Robaczewski – Picuś
- Piotr Bajor – Benek
- Kazimierz Mazur
- Robert Tondera
- Eugeniusz Robaczewski – Burmistrz
- Janusz Bukowski – Komendant policji
- Józef Mika – Siostrzeniec komendanta

oraz
- Elżbieta Bednarek
- Tomasz Marzecki – Policjant (odc.12)
- Jacek Kopczyński
- Mariusz Leszczyński – Jubiler (odc.12)
- Mirosława Krajewska
- Ilona Kucińska
- Wiesław Machowski
- Olga Bończyk
- Ryszard Nawrocki
- Mirosław Kowalczyk
- Stefan Knothe
- Zbigniew Suszyński
- Anna Apostolakis
- Agata Gawrońska
- Jacek Jarosz – Wielki Gus (odc.12)
- Marek Frąckowiak

### Kocia ferajna w Beverly Hills
Opracowanie wersji polskiej: Start International Polska

Reżyseria: Joanna Wizmur

Dialogi polskie: Magdalena Dwojak

Teksty piosenek: Jacek Bończyk

Dźwięk i montaż: Janusz Tokarzewski

Kierownictwo muzyczne: Marek Klimczuk

Kierownik produkcji: Elżbieta Araszkiewicz

W wersji polskiej udział wzięli:
- Adam Bauman – Tolek
- Jerzy Molga – Posterunkowy Dybek
- Artur Kaczmarski – Hyś
- Jarosław Boberek – Choo Choo
- Jan Kulczycki – Lalek
- Piotr Bajor – Benek
- Marek Robaczewski – Picuś
- Paweł Szczesny – Snerdly
- Katarzyna Pysiak
- Beata Wyrąbkiewicz – Amy
- Jarosław Domin
- Ryszard Nawrocki
- Joanna Jędryka
- Włodzimierz Bednarski
- Andrzej Gawroński
- Mieczysław Morański
- Eugeniusz Robaczewski
- Krzysztof Zakrzewski
- Mirosław Zbrojewicz

## Spis odcinków
| Nr                         | Polski tytuł                | Angielski tytuł                 |
| -------------------------- | --------------------------- | ------------------------------- |
|                            |                             |                                 |
| SERIA PIERWSZA (1961–1962) |                             |                                 |
|                            |                             |                                 |
| 01                         | Wakacje na Hawajach         | Hawaii Here We Come             |
|                            |                             |                                 |
| 02                         | Maharadża z Pookajee        | Maharajah of Pookajee           |
|                            |                             |                                 |
| 03                         | Ach, ten Jazz               | All That Jazz                   |
|                            |                             |                                 |
| 04                         | Dzień na wyścigach          | The $1,000,000 Derby            |
|                            |                             |                                 |
| 05                         | Skrzypek                    | The Violin Player               |
|                            |                             |                                 |
| 06                         | Benek milioner              | The Missing Heir                |
|                            |                             |                                 |
| 07                         | Zakochany Tolek Cacek       | Top Cat Falls In Love           |
|                            |                             |                                 |
| 08                         | Wizyta mamy                 | A Visit From Mother             |
|                            |                             |                                 |
| 09                         | Nagie miasto                | Naked Town                      |
|                            |                             |                                 |
| 10                         | Sierżant Tolek Cacek        | Sergeant Top Cat                |
|                            |                             |                                 |
| 11                         | Wielka miłość Choo Choo     | Choo-Choo’s Romance             |
|                            |                             |                                 |
| 12                         | Niezniszczalni              | The Unscratchables              |
|                            |                             |                                 |
| 13                         | Drogocenny robal            | Rafeefleas                      |
|                            |                             |                                 |
| 14                         | Krezus                      | The Tycoon                      |
|                            |                             |                                 |
| 15                         | Długa gorąca zima           | The Long Hot Winter             |
|                            |                             |                                 |
| SERIA DRUGA (1962–1963)    |                             |                                 |
|                            |                             |                                 |
| 16                         | Zbiegły mrówkojad           | The Case of the Absent Anteater |
|                            |                             |                                 |
| 17                         | Tolek Cacek i dziecko       | T.C. Minds the Baby             |
|                            |                             |                                 |
| 18                         | Posterunkowy Dybek odchodzi | Farewell, Mr Dibble             |
|                            |                             |                                 |
| 19                         | Skansen                     | The Grand Tour                  |
|                            |                             |                                 |
| 20                         | Urocza gangstereczka        | The Golden Fleec                |
|                            |                             |                                 |
| 21                         | Małpa w kosmosie            | Space Monkey                    |
|                            |                             |                                 |
| 22                         | Niepożegnanie Tolka         | The Late T.C.                   |
|                            |                             |                                 |
| 23                         | Urodziny Dybka              | Dibble’s Birthday               |
|                            |                             |                                 |
| 24                         | Zakochany Choo Choo         | Choo-Choo Goes Ga-Ga            |
|                            |                             |                                 |
| 25                         | Jednodniowy król            | King for a Day                  |
|                            |                             |                                 |
| 26                         | Cwaniaczki                  | The Con Men                     |
|                            |                             |                                 |
| 27                         | Dybek bije rekord           | Dibble Breaks the Record        |
|                            |                             |                                 |
| 28                         | Dybek śpiewa                | Dibble Sings Again              |
|                            |                             |                                 |
| 29                         | Gryzol, pies policyjny      | Griswold                        |
|                            |                             |                                 |
| 30                         | Sobowtór                    | Dibble’s Double                 |
|                            |                             |                                 |